# 峙马口岸
21°49′11″N 107°1′28″E / 21.81972°N 107.02444°E
峙马口岸（越南语：／），又译芝麻口岸，是越南谅山省禄平县安快社的一个边境口岸。该口岸始建于2001年，距谅山仅34公里，离河内180公里；与中国广西宁明县爱店镇的爱店口岸相对。